# الدوري الكرواتي لكرة السلة الدرجة الأولى
الدوري الكرواتي لكرة السلة الدرجة الأولى (بالإنجليزية: A-1 Liga)‏ هو دوري كرة سلة للمحترفين في كرواتيا تأسس في 1991 يلعب فيه 14 فريقاً.

## أبرز الفرق
- سدفيتا

## وصلات خارجية
- الموقع الإلكتروني